# Asiagomphus acco
Asiagomphus acco е вид водно конче от семейство Gomphidae. Видът не е застрашен от изчезване.

## Разпространение
Разпространен е във Виетнам, Китай (Гуанси) и Лаос.

## Описание
Популацията на вида е стабилна.